# 瀬戸ももあ
瀬戸 ももあ（せと ももあ、2003年11月30日 - ）は、日本のモデル。愛知県出身。LOVERS所属。過去にはエイベックス・マネジメントに所属した。

## 概要
ニコ☆プチの読者モデル、バナナチップスカタログモデル、アナップガールwebモデル等。
現在『egg』のモデルをしている。

## 人物
一人称は「もも」。弟が一人いる。

## 出演
- TOP OF GAL 2018[3]